# British Independent Film Awards 2000
Die 3. Verleihung der British Independent Film Awards fand im Jahr 2000 im Café Royal in London statt. Der Moderator des Abends war Richard Blackwood.
Erfolgreichster Film in diesem Jahr war Billy Elliot – I Will Dance von Regisseur Stephen Daldry mit vier Auszeichnungen (Bester Film, Beste Regie, Bester Newcomer, Bestes Drehbuch) und einer weiteren Nominierung.

## Jury
- Michele Camarda, Produzentin
- Duncan Heath, Vorsitzender von ICM (International Creative Management)
- Richard Holmes, Direktor von Civilian Content PLC
- Ayub Khan Din, Autor
- Declan Lowney, Regisseur
- Samantha Morton, Schauspielerin
- Fiona Mitchell
- Andy Paterson, Produzent bei Archer Street Films
- Rupert Preston, Direktor von Metrodome Distribution

## Nominierungen und Preise
| Preis                                                   | Originalbezeichnung                                          | Nominierungen | Preisträger                                |
| ------------------------------------------------------- | ------------------------------------------------------------ | --- | ------------------------------------------ |
| Bester britischer Independentfilm                       | Best British Independent Film                                | - Billy Elliot – I Will Dance - Ein Tag im September - Grasgeflüster - Haus Bellomont - The Last Resort | Billy Elliot – I Will Dance                |
| Bester englischsprachiger ausländischer Independentfilm | Best Foreign Independent Film - English Language             | - Risiko – Der schnellste Weg zum Reichtum - Chuck and Buck - Jesus’ Son - Nurse Betty - Eine wahre Geschichte – The Straight Story | Eine wahre Geschichte – The Straight Story |
| Bester fremdsprachiger ausländischer Independentfilm    | Best Foreign Independent Film - Foreign Language             | - Der Fremdenlegionär - Kadosh - Der Kaiser und sein Attentäter - Those Who Love Me Can Take The Train - Eine pornografische Beziehung | Kadosh                                     |
| Bester Schauspieler                                     | Best Performance by an Actor in a British Independent Film   | - Paul Bettany in Gangster No. 1 - Adrian Lester in Love's Labour's Lost - Peter Mullan in Miss Julie - Daniel Craig in Some Voices - Jim Broadbent in Topsy-Turvy – Auf den Kopf gestellt                                                             | Daniel Craig                               |
| Beste Schauspielerin                                    | Best Performance by an Actress in a British Independent Film | - Julie Walters in Billy Elliot – I Will Dance - Brenda Blethyn in Grasgeflüster - Gillian Anderson in Haus Bellomont - Emily Watson in The Luzhin Defence - Kate Ashfield in The Luzhin Defence                                                       | Gillian Anderson                           |
| Beste Regie                                             | Best Director of a British Independent Film                  | - Stephen Daldry für Billy Elliot – I Will Dance - Nigel Cole für Grasgeflüster - Terence Davies für Haus Bellomont - Paweł Pawlikowski für The Last Resort - Mike Leigh für Topsy-Turvy – Auf den Kopf gestellt                                       | Stephen Daldry                             |
| Douglas Hickox Award                                    | The Douglas Hickox Award                                     | - Jim Doyle für Liverpool Gangster - Kevin Macdonald für Ein Tag im September - Ben Hopkins für Simon Magus - Jamie Thraves für The Low Down - Julian Nott für Weak At Denise                                                                          | Kevin Macdonald                            |
| Bester Newcomer (Off Screen)                            | Best Newcomer (Off Screen)                                   | - Damian Bromley für Liverpool Gangster - Alison Domintz für Hotel Splendide - Courtney Pine für It Was An Accident - Justine Wright für Ein Tag im September - Igor Jadue-Lillo für The Low Down                                                      | Justine Wright                             |
| Bester Newcomer (On Screen)                             | Best Newcomer (On Screen)                                    | - Jamie Bell in Billy Elliot – I Will Dance - Neil Fitzmaurice in Liverpool Gangster - Chris Beattie in Purely Belter - Greg McLane in Purely Belter - Dina Alexandrowna Korsun in The Last Resort - Lewis MacKenzie in There's Only One Jimmy Grimble | Jamie Bell                                 |
| Bestes Drehbuch                                         | Best Screenplay                                              | - Lee Hall in Billy Elliot – I Will Dance - Johnny Ferguson in Gangster No. 1 - Mark Herman in Purely Belter - Craig Ferguson in Grasgeflüster - Marc Crowdy in Grasgeflüster - Paweł Pawlikowski in The Last Resort - Rowan Joffé in The Last Resort  | Lee Hall                                   |
| Beste Produktion                                        | Best Achievement In Production                               | - Gangster No. 1 - Liverpool Gangster - It Was an Accident - One Life Stand - Topsy-Turvy – Auf den Kopf gestellt | One Life Stand                             |

Weitere Preise
- Produzentin des Jahres: Andrew Eaton
- Auszeichnung für das Lebenswerk: Colin Young
- Spezialpreis der Jury: Mike Figgis